# MS Gabriella
MS Gabriella er en cruisefærge der sejler på ruten der forbinder Helsinki i Finland med Stockholm i Sverige for det finske færgerederi Viking Line. MS Gabriella blev bygget i 1992 på Brodogradiliste Split værftet i det daværende Jugoslavien nu Kroatien til færgerederiet Euroway under navnet MS Frans Suell. Mellem 1994 og 1997 sejlede skibet som MS Silja Skandinavien for færgerederiet Silja Line. 

## Koncept og byggeri
Euroway var et begreb udviklet i løbet af sidste halvdel af 1980'erneaf Svensk baseret rederi Sea-Link Shipping. Det nye mærke skulle efter planen operere to nye cruisefærger på ruten imellem Malmö i Sverige og Lübeck i Tyskland via Travemünde i Tyskland med en service, der specielt henvendende sig til konference grupper. Sea-link besluttede at bestille skibene fra Brodogradiliste Split værftet i det daværende Jugoslavien. Skibene var baseret på de samme design som MS Amorella og MS Isabella, der var bygget af samme værft til det finske rederi SF Line, som var en del af Viking Lines trafik i 1988 og 1989. Euroway søsterskibene blev designet lidt anderledes end MS Gabriella i forhold til både offentlige rum og kahytter, samt at søsterskibet have et ekstra dæk til besætningen. 
Det første skib MS Frans Suell, blev sat til den 28. september 1989 men leveringsdatoen blev senere ændret til midten af 1991. Skibet blev lanceret den 23. januar 1991, men på grund af borgerkrigen i Jugoslavien blev skibets færdiggørelse voldsomt forsinket og skibet var derfor ikke klar til sin første testsejlads før januar 1992. Efter hendes anden testsejlads i marts 1992 blev MS Frans Suell sejlet til Rijeka i det efterfølgende uafhændelige Kroatien for at blive fuldt færdiggjort og malet i Euroways farver. Skibet blev endeligt afleveret til sine nye ejere den 4. maj 1992 og forlod derefter Split for at sejle til Malmö. 

## Service - historie

### 1992-1994: MS Frans Suell
Den 16. maj 1992 blev MS Frans Suell døbt i Malmö af den svenske operasanger Birgit Nilsson. Den følgende dag sejlede hun sin jomfrurejse fra Malmø til Travemünde og Lübeck, med indbudte gæster om bord. Den 19. maj 1992 begyndte hun sin normale trafik imellem Malmö og Travemünde med en daglig afgang fra begge havne. Denne rute havde for starten af sine problemer bl.a. pga. forsinkelserne på skibets levering, som skadede reklameren for ruten. Derudover havde man problemer pga. nogle restriktioner fra Malmøs bystyre vedrørende trafikken igennem byen, hvilket betød at ingen lastbiler kunne medtages om bord. Derudover var der også problemer i forhold til skibet restauranter. 
Fra den 1. september 1992 blev MS Frans Suell ruten forlænget til Lübeck i vintersæsonen. Stoppet i Travemünde blev fastholdt da det ikke kunne lade sig gøre at læsse biler af i Lübeck idet det ikke var tilladt på dette tidspunkt.  På grund af den forlængede sejlads ændrede man også tidsplanen for afgangene så man nu havde en afgang hver anden dag fra Malmø og Lübeck med nat overfarter. 
Den 1. juni 1993 indgik Sea-Link Shipping en aftale med Silja Line, hvor sidstnævnte skulle påtage sig markedsføring og det operationelle ansvar for Euroway ruterne og skibe. Denne ruteservice blev nu markedsført som Silja Line Euroway med MS Silja Festival og MS Frans Suell som det andet skib på ruten (det oprindelige andet skib på ruten MS Frans Kockum var så meget forsinket at Sea-Link i sidste ende annullerede ordren på skibet). Fra begyndelsen af juni 1993 blev MS Frans Suell og MS Silja Festival rute igen forkortet til Malmö-Travemünde, med to daglige afgange fra begge havne.
Med håbet om at tiltrække flere passagerer blev vintersæsonens rute i 1993-1994 forlænget så ruten kom til at hedde København-Malmö-Travemünde-Lübeck fra den 1. september 1993, med en daglig afgang fra København og Lübeck.  På grund af de lave passagertal på ruten og en dårlige finansielle situation besluttede Silja Line at opsige deres aftale med Euroway den 12. marts 1994. Silja Line ønskede at chartre MS Frans Suell til brug på deres Turku-Stockholm rute. Dette skete allerede den 2. marts 1994, hvor skibet blev chartret til Silja Line.

### 1994-1997:Silja Skandinavien
Efter lukningen af Euroway ruten med MS Frans Suell sejlede skibet til Vuosaari værftet i Helsinki i Finland, hvor hun blev ombygget, malet i Silja Lines farver og blev omdøbt til MS Silja Scandinavia. Den 31. marts 1994, blev skibet taget i brug på Turku-Stockholm-ruten. Silja Line's vigtigste konkurrent Viking Line der ejede to af skibets søsterskibe, var også interesseret i at chartre skibet, men prisen var for høj. 
Da Silja Lines charteraftale i 1996 på MS Silja Skandinavien var ved at nå til en ende krævede Sea-Link at man i stedet for at forsætte aftalen på skibet i stedet solgte det til den højstbydende. Silja Line ville gerne forsætte deres drift med skibet men selskabet var på det tidspunkt i en dårlig økonomisk situation hvilket betød at Silja Line ikke selv havde råd til at købe skibet på det givende tidspunkt. I stedet for blev hun solgt til Viking Line den 11. november 1996, med leveringsdato i april 1997. Den 4 april ankom MS Silja Scandinavia for sidste gang til Turku i Silja Lines farver. 

### 1997 og fremefter som MS Gabriella
Efter at have tjent Silja Line i 3 år blev MS Silja Skandinavien sejlet til Vuosaari værftet i Helsinki hvor hun blev leveret til Viking Line renoveret, nymalet og omdøbt til MS Gabriella (navnet til skibet blev valgt i forbindelse med en offentlig navngivnings konkurrence). Den 17. april 1997 indtrådte MS Gabriella på Helsinki-Stockholm ruten. Den 30. juni 1999 blev et stop på  Mariehamn tilføjet til ruten for at opretholde det toldfri salg på ruten. I 1999, 2002, 2003, 2004 og 2005 blev skibet brugt i korte perioder på Turku-Mariehamn-Stockholm ruten, i stedet for de normale færger på denne rute. Den 23. januar 2004, kolliderede MS Gabrialla med en anden færge MS Ehrensvärd i haven i Helsinki, hvilket resulterede i nogle mindre skader på begge skibe. 
Imellem den 5. maj 2008 og 27. maj 2008 blev MS Gabriella ombygget på Öresundsvarvet væftet i Landskrona i Sverige som en del af Viking Lines ombygningsprogram for deres flåde. Ombygningen omfattede en fjernelse af det oprindelige cafeteria fra dæk 7 til fordel for en udvidelse den afgiftsfri butik. Nye tilføjelser blev også sat i gang f. eks en spillehal på dæk 7, en ny restaurant på dæk 8 samt omdannelsen af et to-etagers diskotek på dæk 9 og 10 til et nyt cafeteria og omdannelsen af de gamle konferencerum til nye kahytter på dæk 11. Man fortog også en renovering af de fleste af de gamle kahytter på skibet under denne ombygning.

## Dæk og faciliteter

### Som Frans Suell i 1992
- Dæk 1: Maskinrummet
- Dæk 2: Kahytter
- Dæk 3: Bildæk
- Dæk 4: Bildæk (Har hydraulisk platform, der kan sænkes til at opdele bil dækket i to hvilket give mere plads til to lag af personbiler)
- Dæk 5: Kahytter
- Dæk 6: Sauna, hot tub s, swimmingpool, og uden kahytter
- Dæk 7: Cafeteria, legerum for børn, informationsskranken, Butikker, Kahytter, Suite, besætningens opholdsrum
- Dæk 8: Buffet, restaurant, pub, natklub, kasino
- Dæk 9: Diskotek (laveste niveau), kahytter, suiter, besætningens opholdsrum, soldæk
- Dæk 10: Konferencelokaler, diskotek (øverste niveau), besætningens opholdsrum
- Dæk 11: Luksus kahytter med balkon, lounge, besætningens opholdsrum
- Dæk 12: Kommandobroen, soldæk

Layoutet og funktionerne på skibet forblev faste med kun meget få ændringer igennem hele sin senere service tid som henholdsvis MS Silja Skandinavien og igen endnu senere MS Gabriella (før den omfattede ombygning). 

### Som MS Gabriella i 2008
- Dæk 1: Maskinrummet
- Dæk 2: kahytter
- Dæk 3: Bildæk
- Dæk 4: Bildæk (Har hydraulisk platform, der kan sænkes til at opdele bil dækket i to hvilket give mere plads til to lag af personbiler)
- Dæk 5: Kahytter
- Dæk 6: Sauna, varme bade, svømmehal, Kahytter
- Dæk 7: Legerum for børn, ungdomsklub, informationsskranke, butikker, luksuskahytter, suiter, besætningens opholdsrum
- Dæk 8: Buffet og a la carte restauranter, pub, tapas bar, natklub, casino
- Dæk 9: Cafeteria (laveste niveau), luksuskahytter, suiter, besætningens opholdsrum, soldæk
- Dæk 10 Konferencelokaler, cafeteria (øverste niveau), besætningens opholdsrum
- Dæk 11 Luksuskahytter med balkon, kahytter, besætningens opholdsrum
- Dæk 12:Kontrolrum, soldæk

## Eksterne links
- Viking Line official website for MS Gabriella
- "MS Gabriella at Fakta om Fartyg". Arkiveret fra originalen 25. maj 2012. Hentet 15. maj 2010.